# Adenia tricostata
Adenia tricostata är en passionsblomsväxtart som beskrevs av De Wilde. Adenia tricostata ingår i släktet Adenia och familjen passionsblomsväxter. Inga underarter finns listade i Catalogue of Life.